# Шон Донован
Шон Донован (англ. Shaun Donovan; нар. 24 січня 1966, Нью-Йорк) — міністр житлового будівництва і міського розвитку США у кабінеті Барака Обами з січня 2009 до липня 2014. Член Демократичної партії США.
Закінчив Гарвардський університет: Гарвардський коледж (1987), отримав ступінь магістра держуправління у Гарвардському інституті державного управління ім. Джона Ф. Кеннеді і ступінь магістра архітектури у Гарвардській школі дизайну (1995).
Працював радником з питань житлового будівництва у Міністерстві житлового будівництва в роки адміністрації Клінтона, був виконувачем обов'язків глави Федерального управління житлового будівництва.
На президентських виборах в США 2008 року брав участь у кампанії Барака Обами.